# Sangue do Meu Sangue (1995)
Sangue do Meu Sangue foi uma telenovela brasileira produzida e exibida pelo SBT entre 11 de julho de 1995 a 4 de maio de 1996 em 257 capítulos, substituindo As Pupilas do Senhor Reitor e sendo substituída por Razão de Viver.
É um remake da telenovela homônima escrita por Vicente Sesso para a TV Excelsior em 1969. Foi adaptada inicialmente por Paulo Figueiredo e Rita Buzzar nos 70 primeiros capítulos e posteriormente pelo próprio Vicente, com colaboração de Ecila Pedroso, sob direção de Antonino Seabra, Del Rangel e Henrique Martins e direção geral de Nilton Travesso.
Conta com Osmar Prado, Lucélia Santos, Jayme Periard, Tarcísio Filho, Bia Seidl, Lucinha Lins, Rubens de Falco e Tônia Carrero nos papéis principais.

## Antecedentes
Em 1993, o SBT parou de comprar telenovelas da Televisa e começou a investir em folhetins brasileiros. Logo, em 1994, Sílvio de Abreu e Rubens Ewald Filho adaptaram Éramos Seis de um romance homônimo de Maria José Dupré. Esta superou a meta de 10 pontos, alcançando índices satisfatórios e a premiação do Troféu Imprensa de melhor novela. Após tal sucesso, Lauro César Muniz escreveu As Pupilas do Senhor Reitor, baseando-se em um folhetim português.
Portanto, Sangue do Meu Sangue é uma refilmagem da telenovela de mesmo nome da TV Excelsior.

## Produção
Em janeiro de 1995, foi anunciado que o SBT estava preparando um remake de Sangue do Meu Sangue, produzida pela Excelsior entre 1969 e 1970. Vicente Sesso declarou na época ter vendido 200 dos 240 capítulos de Sangue do Meu Sangue para Silvio Santos e que não pretendia fazer mudanças na história. O SBT pretendia colocar o remake no ar em 26 de junho de 1995, substituindo As Pupilas do Senhor Reitor. As gravações seriam iniciadas em abril, em São Paulo. A meta do SBT é manter os 12 pontos de audiência média alcançados por As Pupilas do Senhor Reitor. Sílvio Santos deu sinal verde para que se invista até US$39 mil por capítulo, US$5 mil a mais do que se gastou com as produções de As Pupilas do Senhor Reitor e US$7 mil de Éramos Seis. Esse valor vai ser distribuído entre os atores, a cidade cenográfica que vai reproduzir em São Paulo o Rio de Janeiro do século XIX, com confeitaria, banco, hotel, jornal e externas gravadas no Rio de Janeiro e na França. Nilton Travesso rejeitou a gravação no Rio por conta da poluição, "Entre 1872 e 1888 havia o silêncio de patas de cavalo, de tílburis. Mas vamos fazer externas na Quinta da Boa Vista e no Jardim Botânico". As cenas de uma festa ambientada na corte de D. Pedro II foram realizadas, no Palácio dos Campos Elíseos, em São Paulo, antiga sede do Governo do Estado de São Paulo. "A novela se passa no fim do século passado, num Rio de Janeiro chique, extravagante, que se espelhava na moda parisiense. Custa caro reproduzir isso" afirma o diretor, salientando que a produção teve que construir vários veículos de tração animal: os coches, que eram os carros de luxo, tilburis, que funcionavam como táxis, uma carruagem e até um bonde puxado por burros, iguais aos que trafegavam no Rio na época da libertação dos escravos. Também houve gravações no bairro do Ipiranga e nas praias de Guarujá. O cenógrafo João Nascimento Filho, responsável pela obra, que reproduziu os prédios públicos, a igreja, o jornal, a confeitaria, o café-concerto, o hotel, a prisão e as residências com a direção de arte de Beto Leão. Do orçamento total de uma novela do SBT, 50% vão para a cenografia e só na cidade cenográfica foram gastos R$600 mil, onde foi reconstituída parte da cidade carioca do tempo do Segundo Império. A cena do duelo entre Cerdeira e Lúcio foi gravada na Fazenda Ferreira Guedes, em Caucaia do Alto, lugarejo próximo a São Paulo. A cena do tiroteio durante uma invasão de abolicionistas na fazenda de Orlando onde Clóvis atira no barão foi gravada, na Fazenda Floresta, em Itu.

### Roteiro
O SBT convidou Vicente Sesso para que adaptasse a nova versão, que não aceitou. A nova versão estava sendo adaptada por uma equipe coordenada pelo ator, diretor e roteirista Paulo Figueiredo. Segundo Figueiredo, a atualização se dará principalmente no âmbito tecnológico, Figueiredo, porém, não descarta a inserção de cenas mais ousadas, "Se houver personagens que se prestem a isso, como um casal de amantes, poderemos incluí-las". Rita Buzzar, responsável junto com Paulo Figueiredo pela versão da novela escrita por Vicente Sesso há 25 anos, está dando à história outros contornos, com a valorização de tramas secundárias e ritmo mais dinâmico. A primeira providência dos autores para atualizar Sangue do Meu Sangue, foi a redução do número de capítulos, "O original de 69 tinha 240 capítulos de 25 a 30 minutos, com poucas e longas cenas", conta Rita. "A nova versão terá 180, com capítulos mais longos e dinâmicos. As mudanças mais importantes acontecem na primeira fase, que se passa em 1872. Ela foi reduzida de 63 para 24 capítulos e, com isso, a trama foi acelerada. O público mudou, está preparado para programas mais rápidos".
Dois personagens beneficiados com as mexidas na trama foram Salomé, uma prostituta, e Rebeca, tia do vilão Clóvis, "São papéis tão interessantes que vão entrar na história desde o início, ao contrário da primeira versão, toda centrada nos protagonistas. Desta vez as subtramas ganharão força. É como a adaptação de um livro: deve ser feita com respeito, mas há necessidade de se criar". Na segunda fase, ambientada em 1883, entram Lúcio e Pola. A partir daí ficam mais evidentes e importantes para a trama os fatos históricos do período, como a militância de José do Patrocínio e a trajetória da princesa Isabel, "Ela sabia que libertar os escravos significaria o fim do Império. É um drama pessoal que funciona bem para a novela", contou Rita Buzzar, ela e Paulo, que contam com a colaboração de Ecila Pedroso na redação dos capítulos, também recebem o importante auxílio da historiadora Ana Luíza Martins Camargo de Oliveira, da Universidade de São Paulo (USP) que escreveu dois livros "República: Um Outro Olhar" e "Império do Café" sobre o Segundo Império. Ana faz um levantamento sobre o cotidiano do Rio de Janeiro durante o final do século XIX, no ocaso do reinado de D. Pedro II, época em que é ambientada a trama. O linguajar, a vestimenta e - principalmente - a condição social dos personagens da novela serão baseados na pesquisa de Ana Luíza, "A sociedade do final do Império era imobilista", explica. "Quem não era membro da corte era escravo. Havia uma quantidade muito pequena de burgueses". Esse rigor histórico vai causar mudanças na caracterização de alguns personagens. Mariana, por exemplo, teve suas fontes de renda alteradas. No texto original ela sobrevivia graças à aposentadoria do marido falecido e ao dinheiro obtido lavando roupa para fora. Tanto a ocupação como o direito trabalhista, porém, inexistiam no século XIX. A nova versão pretende valorizar o momento político que serve de pano de fundo da história, com cenas de fuga, de tráfico de escravos e da corte de D. Pedro II do Segundo Reinado.
A crise provocada pela insatisfação da emissora com a baixa audiência, e do autor da obra, Vicente Sesso, com a adaptação feita por Rita Buzzar e Paulo Figueiredo, provocaram uma intervenção na novela. Sesso ameaçou recorrer à Justiça para tirar a trama do ar caso a emissora não fosse fiel ao seu texto, e a direção decidiu afastar Paulo Figueiredo e Rita Buzzar e convidou novamente o próprio autor para continuar o trabalho. A insatisfação de Vicente Sesso com a adaptação começou já no primeiro capítulo, "A linha dos personagens estava longe da história que escrevi". Uma das principais reclamações de Sesso diz respeito a uma mudança de enfoque da história, dos dramas pessoais para a luta pela abolição. Outras discordâncias se referem a alguns personagens, embora ele garanta que não duvida do talento dos atores, "A Pola Renon deveria ser interpretada por uma atriz mais velha, como Irene Ravache, para que a diferença de idade entre ela e Lúcio ficasse evidente". Sesso disse que sua novela estava sendo pulverizada, "Um mesmo capítulo tem cenas de três capítulos anteriores. A novela está sendo escrita fora de ordem, e eles estão tentando salvar a história na edição". Figueiredo e Buzzar se defenderam das acusações do autor, justificando as modificações feitas na história original, "Quando se faz o remake de uma novela não dá para, simplesmente, copiar o que está escrito no original", disse Paulo. Segundo ele, as mudanças foram feitas em função da quantidade e da qualidade dos capítulos originais, "A história deveria ter 240 capítulos. Mas recebemos a obra faltando 20 e alguns estavam ilegíveis". Outra alteração foi aumentar o número de páginas dos capítulos originais de 15 para 50. Paulo acredita que o problema poderia ter sido resolvido de 
outra forma, "Não houve a intenção de desmerecer a obra do sr. Vicente Sesso. Ele poderia ter resolvido tudo diretamente com a gente". Mas os argumentos sobre as alterações no texto vão além, "A novela foi escrita ha 26 anos. Hoje, a estética e os recursos da televisão são diferentes. A linguagem atual também é mais agilizada", definiu Figueiredo. Rita Buzzar lembra que o SBT não teve problemas do gênero com outras remontagens, "Autores como Lauro César Muniz, por exemplo, que escreveu As Pupilas do Senhor Reitor, não vivem de obras do passado e sim do presente". Rita atribui a Vicente Sesso o início da briga, "Foi ele quem procurou os jornais para chamar a atenção". Para ela, mais grosseiras ainda foram as críticas do autor a alguns dos atores, "Indiscriminada e injustamente, ele disse, por exemplo, que a Lucélia Santos na novela era uma escrava Isaura velha". Desencantada, Rita garantiu que nunca mais fará uma adaptação de novela. Rita, antes de se desligar do texto da novela, rebateu as críticas de Sesso, declarando que foi necessário reescrever os capítulos, uniformizar perfis de personagens irregulares no original e corrigir erros históricos.
Em sua intervenção, Sesso acabou eliminando a trupe dos atores saltimbancos, chefiada por Raposo, diminuiu a participação da ceguinha Natália e do tenente Paranhos. Ele adiantou que procurará deixar a novela mais parecida com a versão original de 1970, onde Raposo, era um mendigo inteligente, culto e cheio de filosofia, "Esse negócio de ventríloquo, de palhaços, da ceguinha, essa coisa toda não havia na novela original" disse Sesso, adiantando que Carlos voltará a ser apenas mendigo. Para o novelista faz mais sentido um fugitivo da Justiça se esconder como mendigo que como palhaço. Outra personagem reformulada foi Cecília/Fabrício, inexistente na trama original, “Essa personagem travestida de homem é ridícula e não engana ninguém”, disse Sesso. Bete Coelho retornou no meio da novela interpretando uma nova personagem, Fernanda. Já o tenente Paranhos deixará de ser mulherengo e não beijará todas as atrizes que cruzam seu caminho. O escritor disse que concebeu Paranhos baseado no obstinado inspetor Jouvet, do romance Os Miseráveis, de Victor Hugo, que nada tinha de garanhão. Ainda na tentativa de salvar a novela, Vicente Sesso acabou trazendo a amiga Tônia Carrero. Intérprete de Pola Renon na primeira versão, Tônia entrou para interpretar uma nova personagem, a viúva alegre Cécile Renon, e reforçar ainda mais a trama da cunhada, Pola. Tônia Carrero estava afastada da televisão brasileira há seis anos, desde sua participação em Kananga do Japão (1989), da TV Manchete.
Na reta final da trama, Osmar Prado saiu em defesa de Rita Buzzar e Paulo Figueiredo e criticou Sesso em entrevista ao O Estado de São Paulo ao ser perguntado se a chegada de Vicente Sesso poderia reverter a tendência de queda de audiência da novela, o ator declarou: "Ele não é milagreiro e está bancando o salvador da pátria. A emissora quer resultados e infelizmente caiu no conto que esse senhor irresponsável e inescrupuloso vem propagando na imprensa. Qualquer um pode ter críticas à novela e dizer que nem todos os personagens estão bem desenvolvidos. Mas não há problema que não seja contornável com uma boa conversa. Sesso simplesmente arrasou com a produção, desde o início. Foi muito deselegante com atores e adaptadores. Se ele quisesse de fato cooperar, não agiria de forma tão leviana. Deixou claro que, na hora em que vendeu os direitos da história ao SBT, não soube negociar sua participação e depois saiu resmungando. Sangue é só um tijolinho em um muro maior, que é o núcleo de teledramaturgia, do SBT. Sesso tentou derrubar esse muro desde o início. Então, não há como respeitá-lo agora".
Outros atores como Lucélia Santos, Marcela Muniz e Delano Avelar ficaram satisfeitos com as modificações feitas por Vicente Sesso em relação a seus personagens.

## Enredo
Em 1872, Clóvis (Osmar Prado) é um homem inescrupuloso, que desvia dinheiro do banco de seu sogro Mário (Rubens de Falco) e tenta fazer todos crerem que sua esposa Júlia (Lucélia Santos) tem problemas mentais por ela ser envolvida na causa abolicionista. Ao ser descoberto por Carlos (Jayme Periard), ele encomenda sua morte, porém este sobrevive e é resgatado sem memória por uma trupe circense, vivendo por 10 anos sem se lembrar dos filhos Lúcio (Tarcísio Filho), Cinthia (Flávia Monteiro) e Ricardo (Rubens Caribé), da esposa Helena (Lucinha Lins) – que vive como viúva sem notar o amor de Machado (Othon Bastos) – e da amante Pola (Bia Seidl). Após 10 anos, Carlos recupera a memória e retorna ao Rio de Janeiro junto com Natália (Denise Fraga), bailarina cega há quem criou como filha, para se vingar de Clóvis, porém descobre que Lúcio agora tem um caso com Pola sem saber do passado com seu pai.
Enquanto isso Cinthia vive um romance secreto com Maurício (Delano Avelar), filho de Clóvis impedido de ver a moça, e Ricardo nem imagina que seu amigo Fabrício (Bete Coelho) na verdade é uma moça que se disfarça de homem para poder fazer faculdade. No vilarejo há o bordel de Salomé (Jussara Freire), que sempre despertou o interesse no conde Antônio (Luiz Guilherme), onde trabalham as prostitutas Pola, Heloísa (Ângela Figueiredo) e Solange (Suzy Rêgo), o grande amor da vida de Arthur (Jandir Ferrari). Pedro (Gésio Amadeu) e Gentinha (Chica Lopes) são escravos irmãos que foram separados na infância e tentam se reencontrar. Ainda há Suzana (Magali Biff), que é cortejada pelo pobretão Lourenço (Ewerton de Castro), mas tenta conquistar o rico Giorgio (Marcos Caruso).
Em dado momento chega na cidade Cecile (Tônia Carrero), tia de Pola vinda da Europa que não se engana com Clóvis e tenta desmascará-lo.

## Elenco
| Ator                | Personagem                          |
| ------------------- | ----------------------------------- |
| Tarcísio Filho      | Lúcio Resende                       |
| Bia Seidl           | Pola Renon                          |
| Jayme Periard       | Carlos Resende                      |
| Osmar Prado         | Clóvis Camargo                      |
| Lucélia Santos      | Júlia Albuquerque Soares Camargo    |
| Lucinha Lins        | Helena Resende                      |
| Tônia Carrero       | Cecile Renon                        |
| Rubens de Falco     | Dr. Mário Albuquerque Soares        |
| Jandira Martini     | Rebecca Camargo                     |
| Othon Bastos        | Dr. Machado                         |
| Jussara Freire      | Madame Salomé                       |
| Marcos Caruso       | Conde Giorgio de la Fontana         |
| Flávia Monteiro     | Cíntia Resende                      |
| Delano Avelar       | Maurício Albuquerque Soares Camargo |
| Guilherme Leme      | Juca Albuquerque Soares             |
| Gésio Amadeu        | Pedro Cesteiro                      |
| Chica Lopes         | Bentinha Cesteiro                   |
| Ewerton de Castro   | Lourenço                            |
| Magali Biff         | Suzana                              |
| Paulo Figueiredo    | Major Alexandre Paranhos            |
| Yara Lins           | Mariana Resende                     |
| Rubens Caribé       | Ricardo Resende                     |
| Bete Coelho         | Fernanda / Fabrício                 |
| Angelina Muniz      | Zulmira                             |
| Ângela Figueiredo   | Heloísa                             |
| Denise Fraga        | Natália                             |
| Jandir Ferrari      | Arthur                              |
| Suzy Rêgo           | Solange                             |
| Marcela Muniz       | Carolina Albuquerque Soares         |
| Cláudia Provedel    | Viviane Renon                       |
| Luiz Guilherme      | Conde Antônio Cerdeira              |
| Cacá Rosset         | Raposo                              |
| Ruthinéa de Moraes  | Candoca                             |
| Elisa Lucinda       | Beatriz                             |
| Luiz Serra          | Dr. Martins                         |
| Newton Prado        | Dr. Fontes                          |
| Marcos Plonka       | Dr. Rui                             |
| Tácito Rocha        | Inspetor Herculano                  |
| André Garolli       | Leandro                             |
| Marco Antônio Pâmio | Quinzinho Cerdeira                  |
| Amorim Junior       | Gastão                              |
| Geovana Magagnin    | Vitória                             |
| José Netho          | Pedrinho                            |

### Participações especiais
| Ator               | Personagem                                       |
| ------------------ | ------------------------------------------------ |
| Irene Ravache      | Isabel Bragança e Bourbon, Princesa do Brasil    |
| Dênis Derkian      | Edwaldo Paranhos                                 |
| Filomena Luíza     | Teresa Cristina de Bourbon, Imperatriz do Brasil |
| Silvio Band        | Dom Pedro II, Imperador do Brasil                |
| Kadu Carneiro      | José do Patrocínio                               |
| Luciano Quirino    | André Rebouças                                   |
| Luiz Baccelli      | Barão de Cerro Verde                             |
| Suzy Camacho       | Baronesa de Cerro Verde                          |
| Gilberto Sávio     | Barão de Santa Rita                              |
| Wálter Forster     | Juíz Quintiliano                                 |
| Rogério Márcico    | Tobias Barreto                                   |
| Nilton Bicudo      | Formiga                                          |
| Jiddu Pinheiro     | Lúcio (criança)                                  |
| Wagner Santisteban | Ricardo (criança)                                |
| Douglas Aguillar   | Maurício (criança)                               |
| Carmen Caroline    | Cínthia (criança)                                |
| Alana Rosseto      | Carolina (criança)                               |
| Cacá Pontes        | Quinzinho (criança)                              |

## Lançamento e repercussão

### Audiência
Exibida em dois horários, Sangue do Meu Sangue teve média de 12 pontos e 14 de pico na estreia às 19h45 e média de 11 pontos e 13 de pico na reapresentação às 21h40.

## Premiações
Na 36ª edição do Troféu Imprensa, Sangue do Meu Sangue foi indicada como melhor novela e Osmar Prado venceu como melhor ator.